# Phaenocora foliacea
Phaenocora foliacea är en plattmaskart. Phaenocora foliacea ingår i släktet Phaenocora och familjen Typhloplanidae. Inga underarter finns listade i Catalogue of Life.